# Bellmanskällan

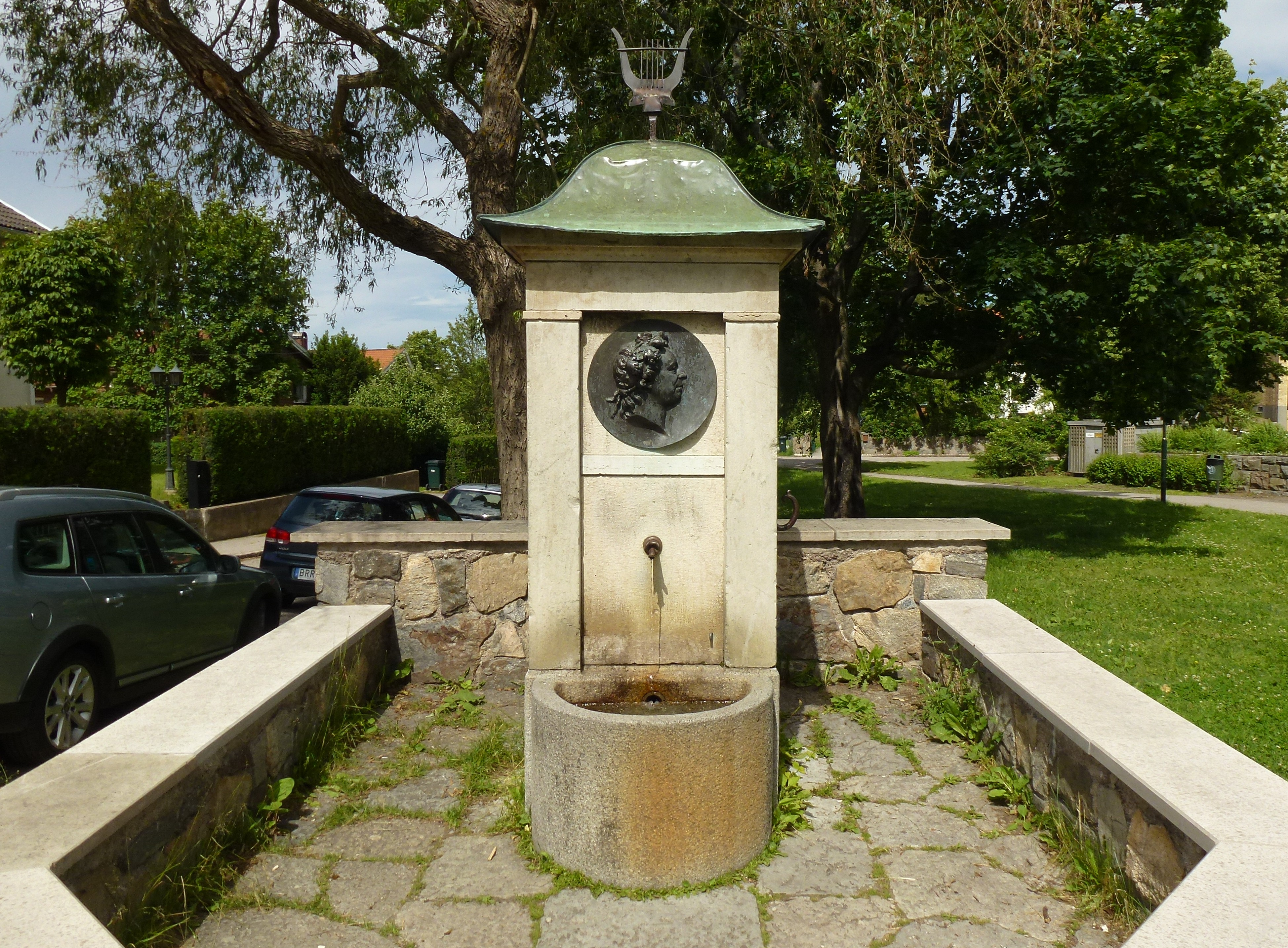
Bellmanskällan

Bellmanskällan (även Bellmans Källa) är en brunnsfontän vid korsningen Pettersbergsvägen/Bellmanskällevägen i stadsdelen Hägersten nära gränsen till Mälarhöjden i Stockholm. Källan är skriftligen omnämnd sedan år 1803. Den lokala traditionen menar dock att dess existens går tillbaka till Carl Michael Bellmans tid och att källan är identisk med den som skalden diktar om i Fredmans epistel N:o 82: "Vila vid denna källa" från 1790. Källan producerar fortfarande vatten, om än i ganska långsam takt. Vattnet är drickbart.

## Historik

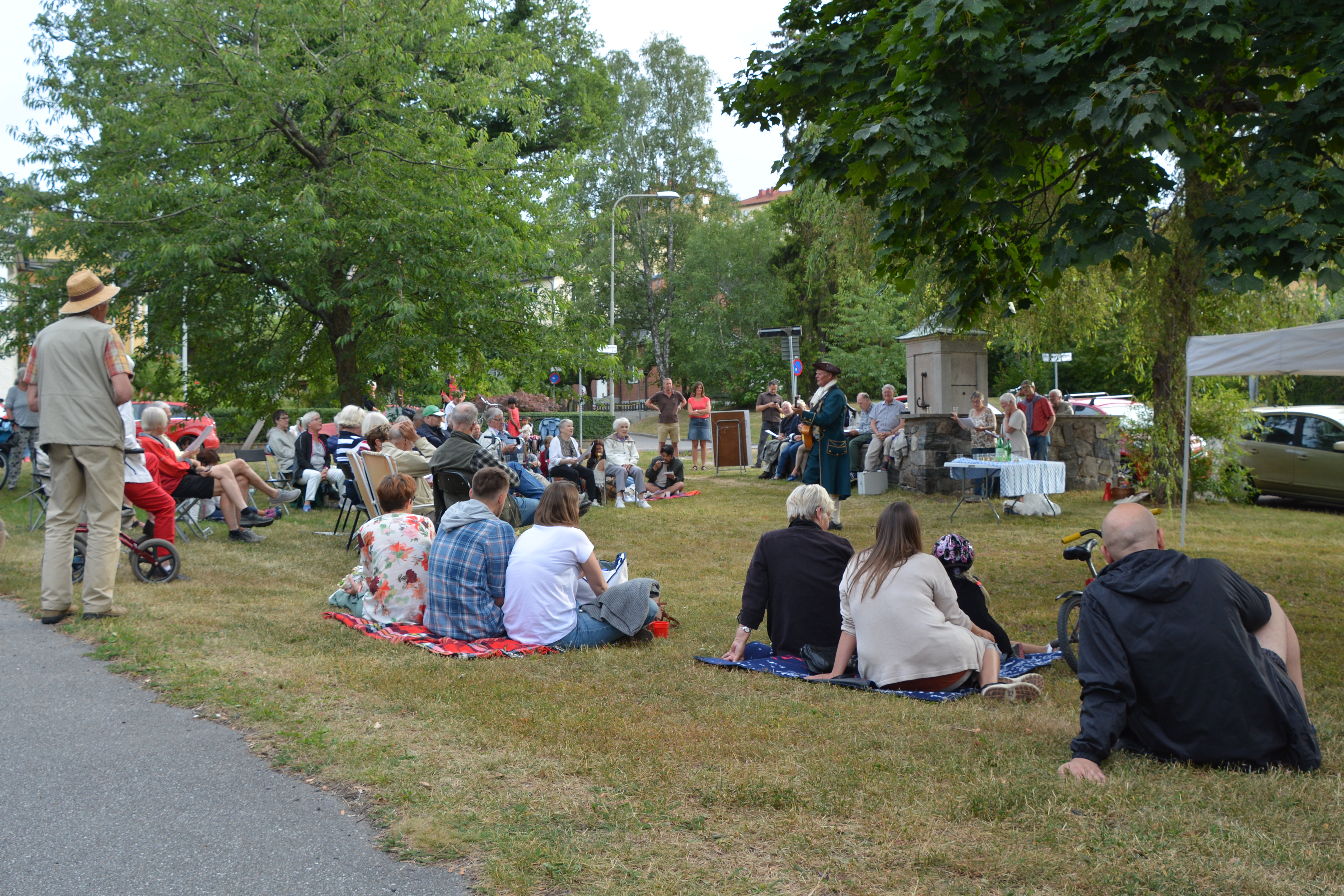
Bellmansdagen firas vid Bellmanskällan den 26 juli 2017, med Bernt Törnblom

Vid källan hade vägfarande under många år sitt rastställe. På 1860-talet försågs källan med överbyggnad av trä. I början på 1900-talet fanns här en servering och källan bestod av ett enkelt brunnshus av trä. För att källan inte skulle förfalla beslöt Mälarhöjdens villaägare att starta en penninginsamling som inbringade 2.000 kronor. År 1914 verkställdes ombyggnaden.
Den nuvarande lilla brunnsbyggnaden uppfördes 1928 och är utförd av kalksten från Öland. Brunnen är omgiven av en låg naturstensmur. För ritningarna svarade arkitekt Albin Brag och stenarbetena utfördes av stenhuggaren Algot Karlsson. Taket är ett enkelt kupoltak av koppar som kröns av en liten lyra. På framsidan finns en bronsmedaljong föreställande Bellman. Medaljongen är gjuten efter ett gipsporträtt som Johan Tobias Sergel signerade 1797. Därunder syns en inskription "Hvila vid denna källa" (ur Fredmans epistel N:o 82, som Bellman lär ha skrivit här). På ena sidan finns ett pumphandtag som tyder på att vattnet pumpades fram i början. Handtaget är numera fastsvetsat och sommartid rinner vattnet kontinuerligt in i brunnskaret som är hugget i granit.
I Mälarhöjden finns flera spår efter Bellman, exempelvis den närbelägna Villa Lyran som har namnet efter en lyra i trä, som Carl Gustaf af Leopold lät uppställa här som en hyllning åt skalden.

## Historiska bilder

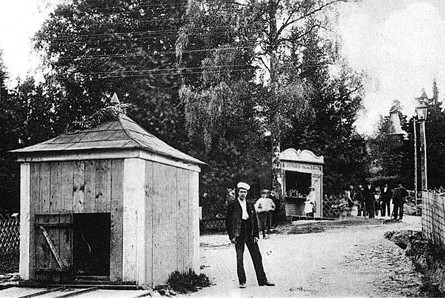
Bellmanskällan omkring 1904.
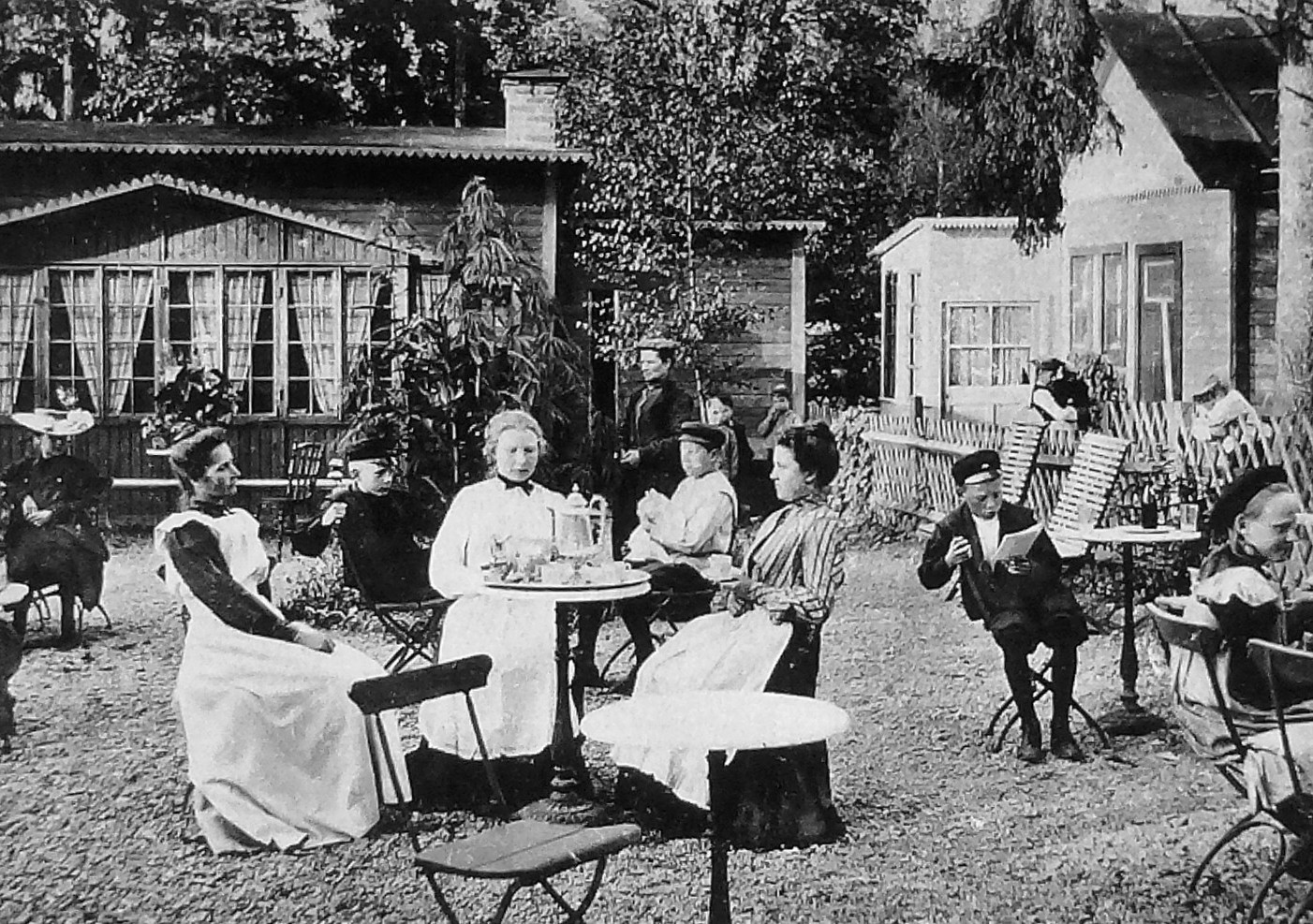
Serveringen vid Bellmanskällan 1905.
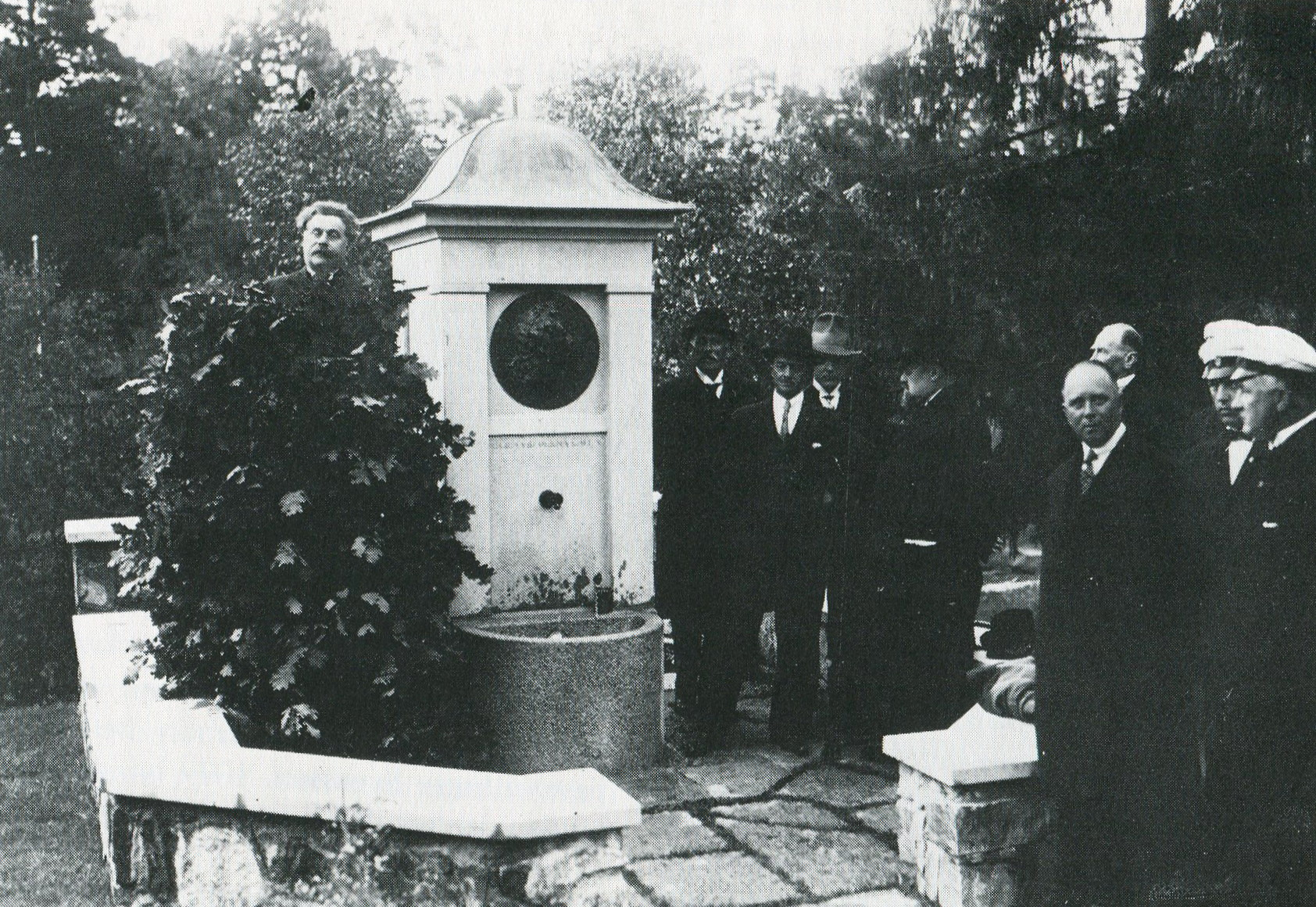
Invigningen av nuvarande brunn 1928.
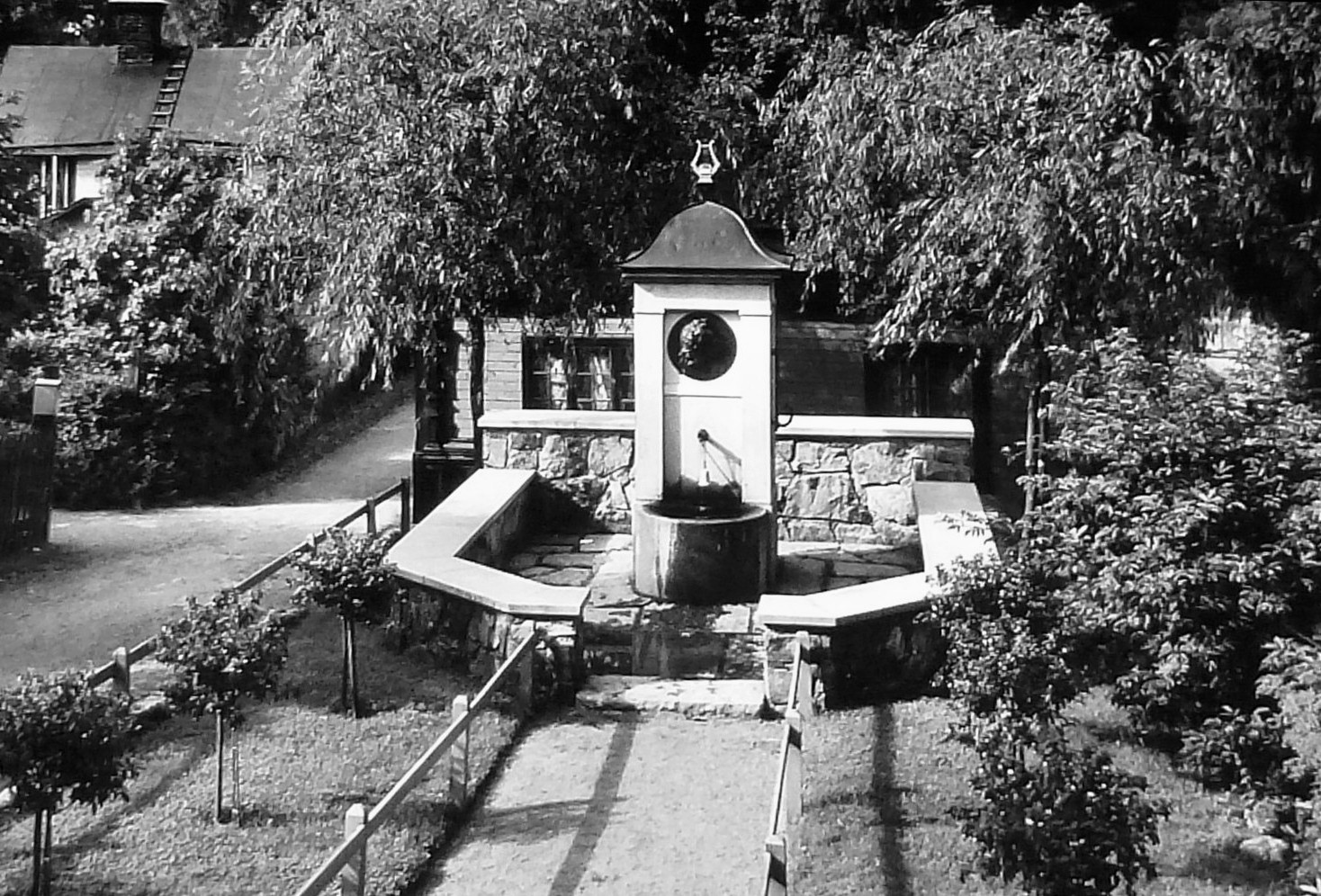
Bellmanskällan på 1950-talet.

## Nutida bilder

Bellmanskällan, detaljer.
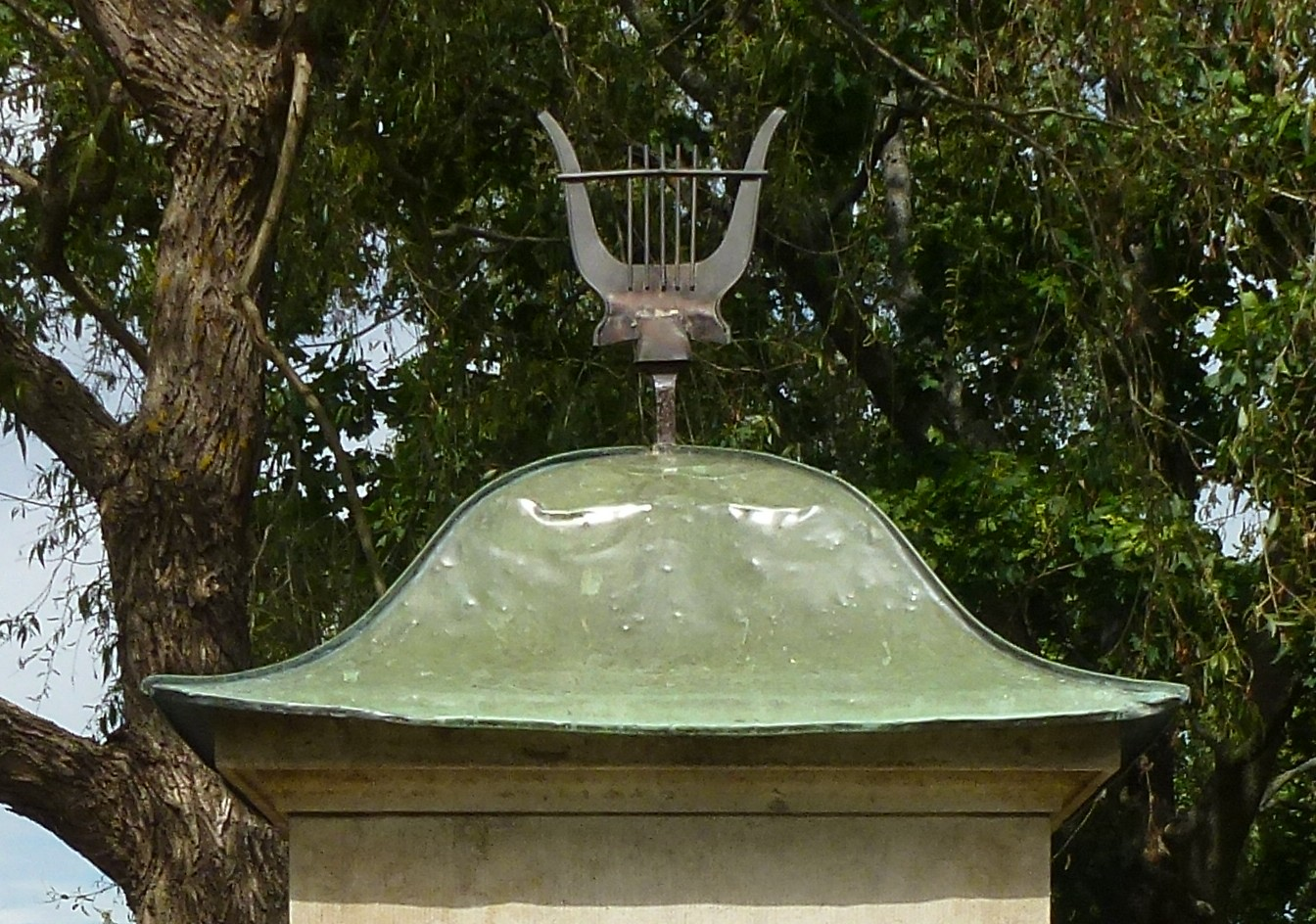
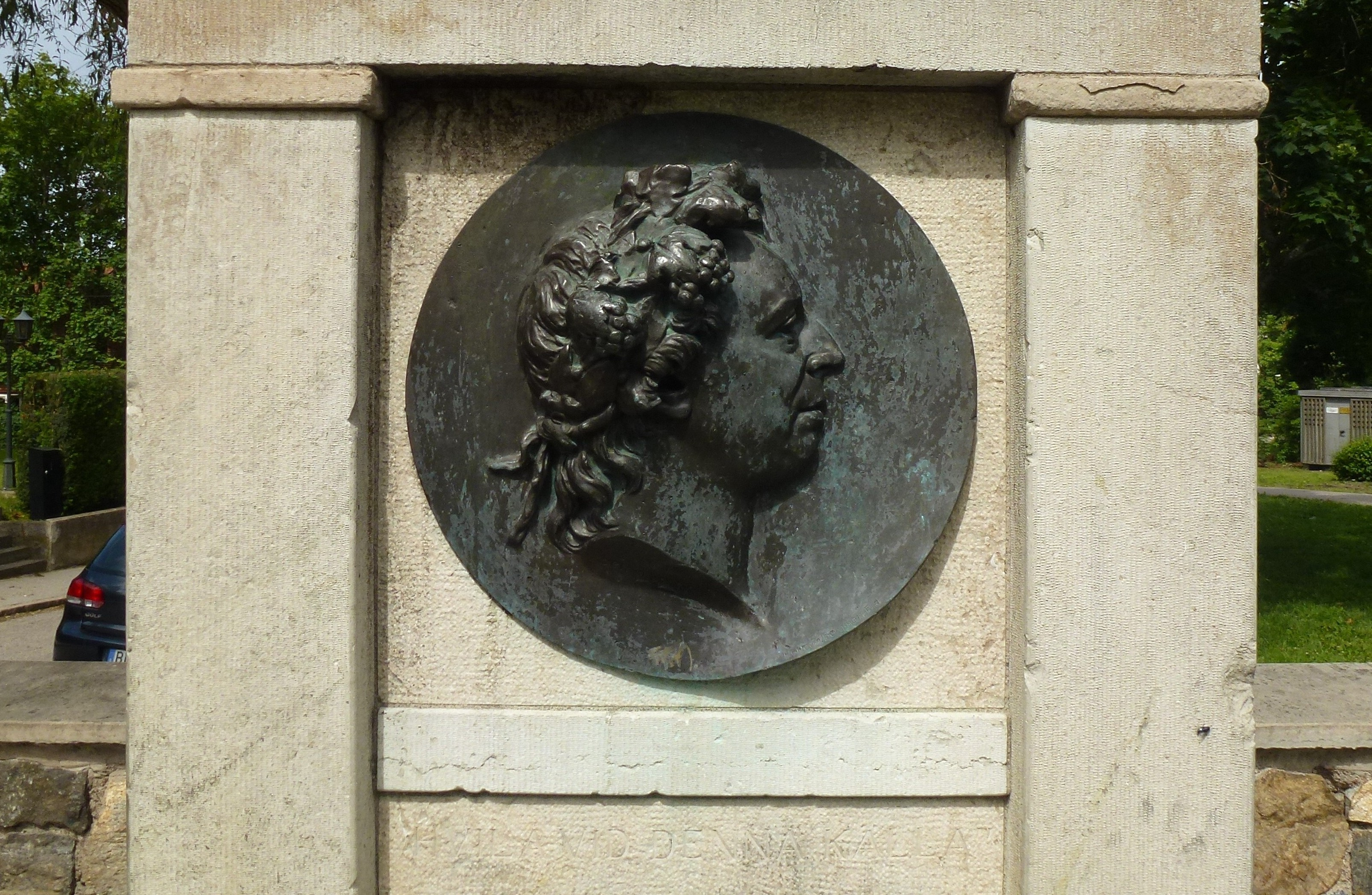
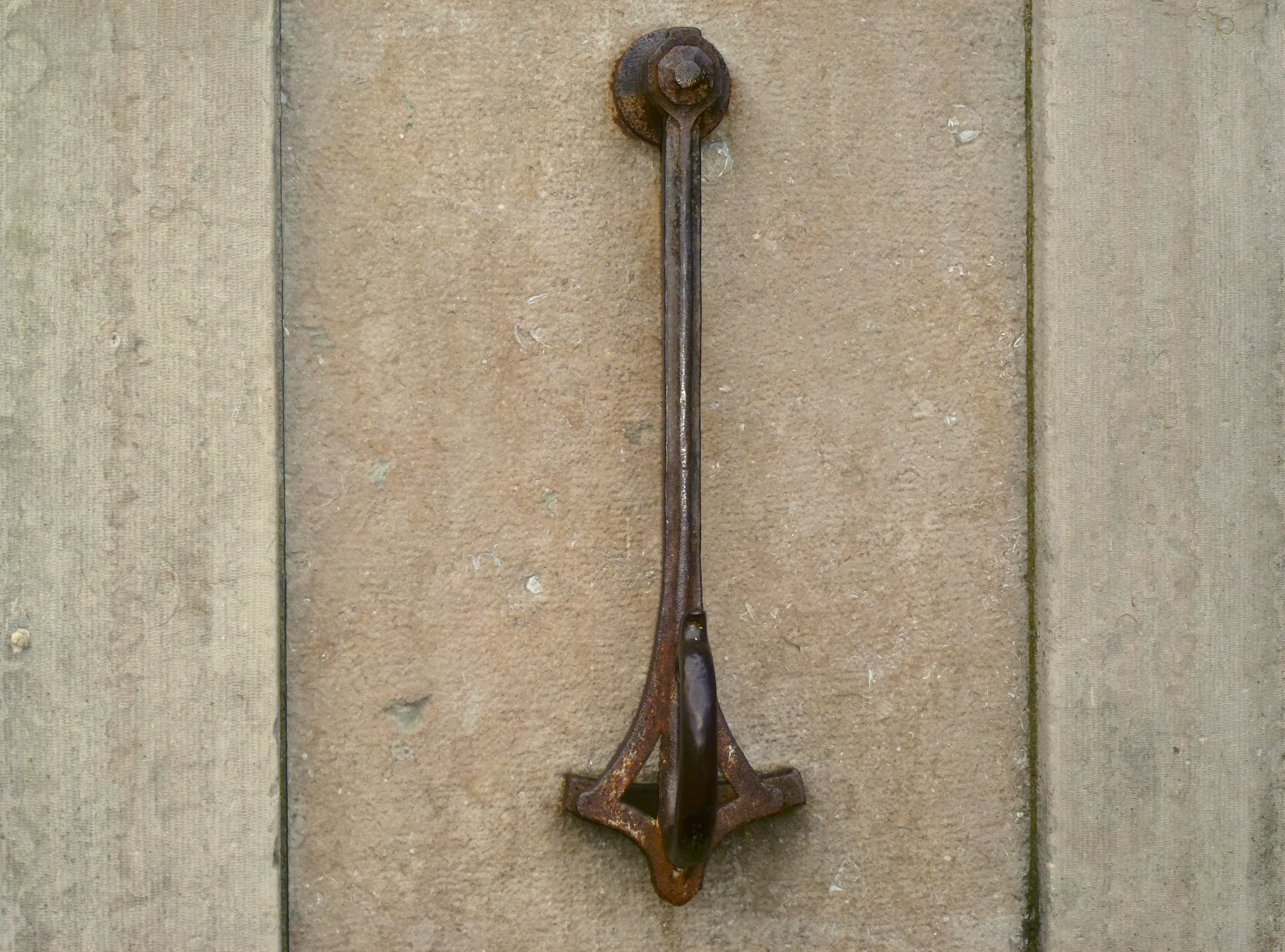
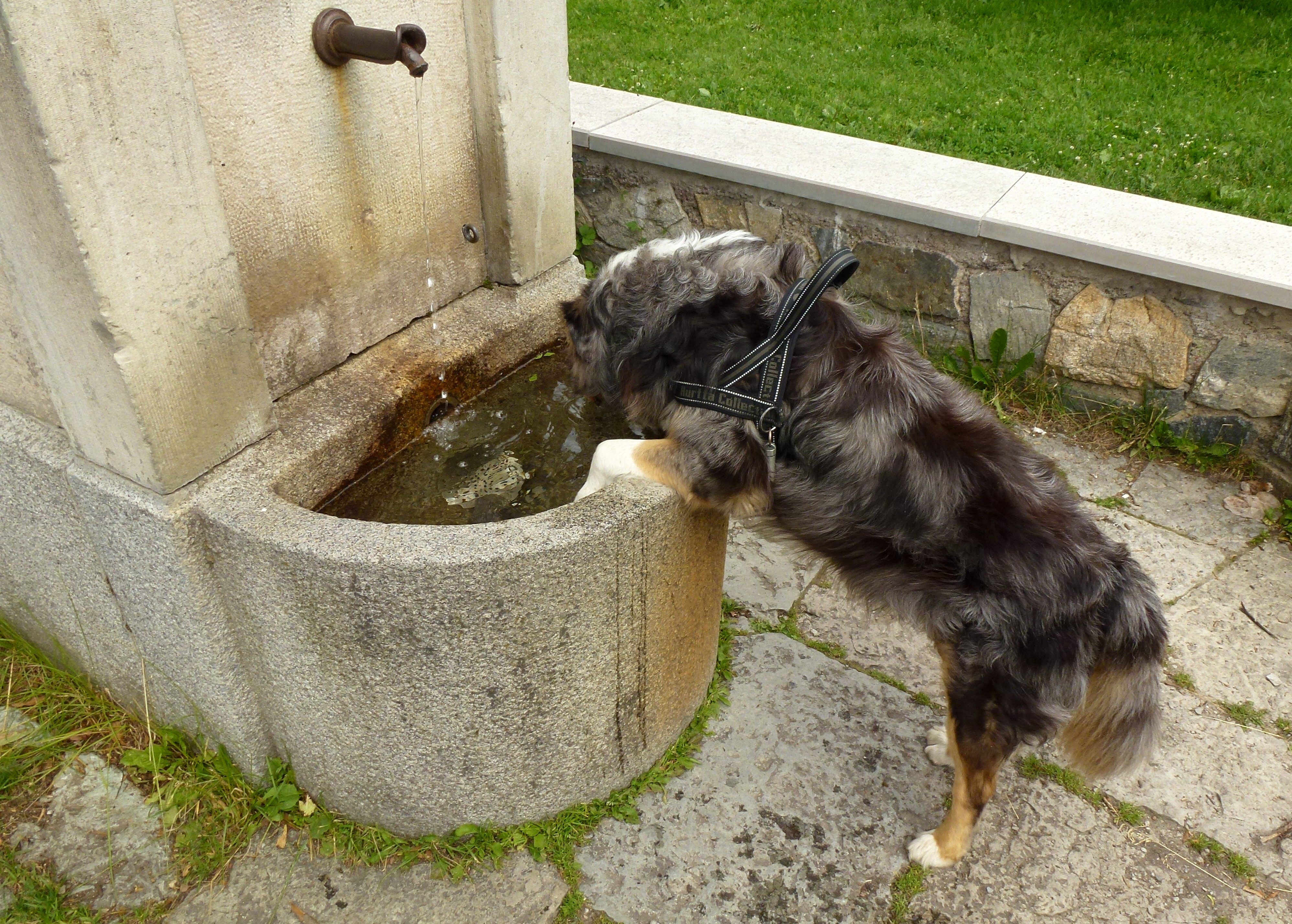